# Heřman Hannibal Blümegen
Heřman Hannibal svobodný pán z Blümegenu (německy Hermann Hannibal von Blümegen, 1. června 1716 Vídeň – 20. října 1774 Brno) byl římskokatolický duchovní, kanovník a prelát olomoucké a brněnské kapituly, který se roku 1763 stal biskupem královéhradeckým.

## Rodina
Jeho rodiči byli Heřman Jošt svobodný pán z Blümegenu (Hermann Jodok von Blümegen), tajný rada a kancléř knížete-opata v Kemptenu a od roku 1720 císařský rada a jeho manželka Isabela Marie Alžběta Jenovéfa z Deuringu. Rod sv. pánů z Blümegenu patřil od roku 1722 mezi dolnorakouskou šlechtu a od roku 1723 měla také český baronský titul.
Heřman Hannibal měl sedm sourozenců:
- Antonie Františka † 1719,
- Marie Josefa * 12. 4. 1709, † 1760,
- Marie Anna Antonie * 12. 7. 1712, † 20. 12. 1767, abatyše klarisek ve Vídni,
- Jindřich Kajetán Pavel * 29. 6. 1715, † 30. 7. 1788, jeho manželkou byla Marie Antonie Anna Chorinská z Ledské (* 2. 2. 1737), sestra pomocného královéhradeckého biskupa Matyáše Chorinského),
- Marie Anna * 4. 10. 1718, † 1774,
- Marie Jenovéfa * 8. 4. 1720, † 1789, dominikánka
- Jan Kryštof Jindřich Cyril Felix * 9. 7. 1722, † 1803.

## Kariéra

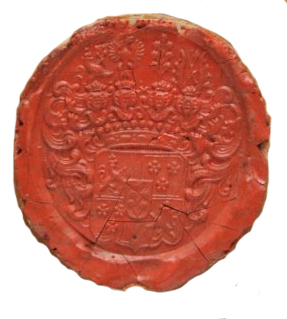
Heřmann Hannibal von Blümegen, pečeť z roku 1754

Heřman Hannibal studoval na univerzitě La Sapienza v Římě, kde roku 1735 získal titul doktora obojího práva.
Poté sloužil jako prelát, V roce 1738 se stal kanovník olomoucké Metropolitní kapituly u svatého Václava.
Roku 1750 se stal děkanem a o rok později proboštem brněnské Královské stoliční kapituly sv. Petra a Pavla a 5. listopadu 1763 jej královna Marie Terezie jmenovala biskupem královéhradecké diecéze. V této funkci 9. dubna 1764 potvrdil papež Klement XIII. a biskupské svěcení se odehrálo 27. května a následná intronizace (nastolení) 15. srpna 1764.
Využil také svého práva, které měli biskupové v Habsburské monarchii, zvolit si jeden den na oslavu významného světce. Proto 18. prosince 1772 vyhlásil druhého patrona diecéze sv. Jana Nepomuckého s oslavou svátku 16. května (1. patron sv. Klement v roce 1714, 3. patron sv. Vojtěch v roce 2000).
V roce 1765 založil v královéhradecké diecézi 20 nových farností. Při obsazování těchto farností se dostal do sporu s kapitulou u Svatého Ducha. Spory vyvrcholily v roce 1767, kdy byl raněn mrtvicí. Přestěhoval se do Brna. Těžce nemocný si v roce 1765 zvolil za svého zástupce Matouše hraběte Chorinského barona z Ledské. Ten se za několik let stal světícím biskupem královéhradeckým a 1. biskupem brněnským. Biskup Heřman Hanibal dal v letech 1750–1766 postavit zámek ve Vizovicích.
Zemřel v Brně, kde byl pohřben v kryptě kapituly sv. Petra a Pavla.